# Auf des Lebens rauher Bahn
Auf des Lebens rauher Bahn ist ein deutsches Stummfilmmelodram aus dem Jahre 1918 unter der Regie von Georg Bluen mit Fern Andra in der Hauptrolle.

## Handlung
Die blinde Fern und ihre Schwester Lotti sind Waisenkinder. Sie wurden von einer Familie aufgenommen, die sich ausschließlich auf krumme Geschäfte spezialisiert hat. Beide Pflegekinder mussten von klein auf auf die Straße gehen und dort als Zündholzverkäuferinnen arbeiten. Die beiden Söhne der kriminellen Familie heißen Fritz und Rudolf und planen gerade einen neuen Beutezug. Diesmal haben sie es auf den Kassenbestand des Grafen Rahden abgesehen.
Unterdessen ist ein großer Wunsch für Fern in Erfüllung gegangen. Der Augenspezialist Dr. Hubert hat sie von ihrer Blindheit geheilt. Nun aber geht die aufrechte Fern, bei ihrer schrägen Adoptivfamilie kein Wunder, unter die Privatdetektive. Sie will ihren beiden Stiefbrüdern das Handwerk legen und kann die beiden Gangster auf frischer Tat ertappen. Für ihre Hilfe bekommt sie eine Belohnung in Höhe von 20.000 Mark und für ihr Herz ihren Augenheiler Dr. Hubert.

## Produktionsnotizen
Auf des Lebens rauher Bahn, angekündigt als ein „Detektiv-Schauspiel“, entstand in der Schlussphase des Ersten Weltkriegs im Fern-Andra-Filmatelier in der Berliner Chausseestraße 42. Der fünfaktige Film war 1515 Meter lang, passierte die Zensur im Oktober 1918 und erhielt Jugendverbot. Die Uraufführung fand im November 1918 im Marmorhaus statt.

## Kritik
In Paimann’s Filmlisten ist zu lesen: „Stoff, Spiel, und Szenerie sehr gut.“